# Domenico Furgiuele
Domenico Furgiuele (Lamezia Terme, 1º gennaio 1983) è un politico italiano.

## Biografia
Dopo aver conseguito il diploma di Istituto Tecnico per geometri, si è laureato in Scienze dell'educazione presso l'Università degli Studi di Messina. Sin da giovanissimo ha cominciato a lavorare nel mondo dell’edilizia, specializzandosi nel settore delle pavimentazioni stradali.
Collabora con l’emittente di famiglia “ErmesTV”, in cui conduce diverse rubriche di approfondimento culturale. Tra gli autori che predilige vi sono Friedrich Nietzsche, Julius Evola, Yukio Mishima, Corneliu Zelea Codreanu e Alberto Bagnai.
Sposato, ha due figli.

## Attività politica
All’età di 14 anni si iscrive al Fronte Sociale Nazionale da semplice militante. Passa in seguito ad Alleanza Nazionale, rimanendo nel partito fino al 2009, quando aderisce a La Destra.
Nel 2014 aderisce alla Lega per Salvini Premier, a ridosso dell’elezione di Matteo Salvini alla carica di Segretario Federale della Lega per Salvini Premier, aderisce al movimento, contribuendo da subito alla partecipazione alle elezioni europee, dove la lista ottiene un risultato storico per la regione.
Nel 2015 è tra i fondatori del movimento Noi con Salvini, coordinati dal Senatore Raffaele Volpi, divenendo coordinatore regionale per la Calabria e partecipando attivamente alle iniziative di partito sia in ambito territoriale sia nazionale. In seguito, ha contribuito al radicamento del partito nazionale Lega per Salvini Premier in Calabria.
Alle elezioni politiche del 2018 viene eletto alla Camera dei Deputati come capolista della Lega nel collegio plurinominale Calabria - 01. Durante la XVIII Legislatura è membro della IV Commissione Difesa e della VII Cultura, passando successivamente alla IX Commissione Trasporti, dove si impegna per promuovere la costruzione del ponte sullo Stretto di Messina.
Alle elezioni politiche del 2022 viene ricandidato alla Camera per il centrodestra (in quota Lega) nel collegio uninominale Calabria - 01 (Corigliano - Rossano), venendo rieletto con il 38,12% (pari a 57.691 voti) davanti a Vittoria Baldino del Movimento 5 Stelle (35,25%) e a Giovanni Papasso del centrosinistra (18,20%). Il 18 ottobre 2022 è nominato vice-capogruppo della Lega alla Camera dei Deputati.

## Procedimenti giudiziari

### Turbativa d'asta (2022 - in corso)
Il 21 febbraio 2022 La Direzione Distrettuale antimafia di Reggio Calabria, dell'inchiesta "Waterfront", ha chiesto il rinvio a giudizio di Domenico Furgiuele, nella qualità di rappresentante legale della società "Terina" su presunti illeciti in una serie di gare d'appalto bandite da amministrazioni pubbliche del Reggino, ed in particolare della Piana di Gioia Tauro.

## Controversie
Il 10 dicembre 2018, la trasmissione televisiva Report fece uno speciale sulla ramificazione dell'allora nascente "Lega per Salvini Premier" nel Sud Italia, ponendo particolare rilievo sul ruolo di Furgiuele (coordinatore regionale di Noi con Salvini prima e poi eletto deputato alle Elezioni Politiche del 2018) e al suo ruolo di amministratore della società "Terina", la quale poi sarà coinvolta a febbraio del 2022 nell'operazione "Waterfront". In merito all'inchiesta giornalistica di Report, il segretario della Lega Matteo Salvini dichiarò: «Non fatemi fare processi ai parenti»
In occasione della campagna elettorale per le Elezioni Politiche del 2022, il quotidiano La Repubblica fece un'inchiesta giornalistica sul deputato, che sarebbe stato ricandidato, intitolata l’ombra della ‘ndrangheta sul suo "acchiappavoti" , facendo riferimento sia all'inchiesta giudiziaria del deputato, sia a quanto attinente al suocero, l’imprenditore Salvatore Mazzei, il quale è stato condannato per estorsione aggravata dal metodo mafioso e i suoi beni sono stati confiscati su richiesta dell’antimafia.
Il quotidiano Domani dedicò un'inchiesta giornalistica su Furgiuele facendo emergere che, nel 2012 nell’hotel di proprietà della sua famiglia (precisamente del suocero), avessero trovato rifugio due killer della ‘ndrangheta dopo aver commesso un eclatante omicidio sulla spiaggia di Vibo Marina.